# Ibrahim Ismail của Johor
Sultan Ibrahim Ismail (sinh 22 tháng 11 năm 1958) là đương kim Yang di-Pertuan Agong thứ 17 của Malaysia, đồng thời là Sultan (quân chủ) thứ 25 và đương nhiệm của Johor. Ông là con trai của Sultan Iskandar.

## Sinh hoạt ban đầu
Sultan Ibrahim Ismail sinh ngày 22 tháng 11 năm 1958, là con cả của Sultan Iskandar với người vợ đầu tên là Josephine Ruby Trevorrow-một người Anh đến từ Torquay, Sultan Iskandar (đương thời là Tunku Mahmud) gặp bà khi đang lưu học tại Anh. Trevorrow cải sang Hồi giáo, lấy tên là "Kalsom binti Abdullah" trong một thời gian sau khi hết hôn với Tunku Iskandar. Mẹ ông sau đó tái hôn và sống tại Anh.
Tunku (Vương tử) Ibrahim sinh tại bệnh viện Sultanah Aminah tại Johor Bahru. Sultan Iskandar gửi ông đến học tại trường ngữ pháp Trinity tại Sydney, Úc từ năm 1968 đến năm 1970. Sau khi hoàn thành học tập, ông được đưa đến Trung tâm huấn luyện Lục quân (PULADA) tại Kota Tinggi để tiếp thu huấn luyện quân sự cơ bản. Ông cũng tiếp thu huấn luyện quân sự tại Hoa Kỳ, tại Fort Benning thuộc bang Georgia và sau đó là tại Fort Bragg thuộc bang Bắc Carolina.
Tunku Ibrahim Ismail được phong làm Tunku Mahkota (thế tử) của Johor vào ngày 4 tháng 7 năm 1981, và từ đó chủ yếu cư trú tại Istana Pasir Pelangi. Tunku Ibrahim là nhiếp chính của Johor từ ngày 26 tháng 4 năm 1984 đến ngày 25 tháng 4 năm 1989 khi cha ông giữ chức Yang di-Pertuan Agong của Malaysia. Trong thời gian này, Thế tử Ibrahim dần nắm giữ một số bổn phận và trách nhiệm của bang từ người cha cao tuổi; trong đó có Hội nghị các quân chủ lần thứ 211, khi đó Tunku Ibrahim và Tengku Abdullah (thế tử của Pahang) đại diện cho cha của họ trong các cuộc họp, và một số trách nhiệm khác.

## Sultan của Johor
Một vài giờ trước khi cha băng hà vào ngày 22 tháng 1 năm 2010, sau các trình báo y tế rằng Sultan Iskandar đang hấp hối, Thế tử Ibrahim được phong làm nhiếp chính của Johor. Sultan Iskandar từ trần vào đêm hôm đó, và Thế tử Ibrahim nhậm chức Sultan của Johor vào sáng hôm sau. Menteri Besar (thủ hiến) của Johor là Abdul Ghani Othman tuyên bố rằng Sultan Ibrahim và các thành viên trực tiếp của vương thất sẽ để tang 40 ngày. Trong tang kỳ, Sultan Ibrahim hiện diện lần đầu tại Hội nghị các Quân chủ trong tháng 2 năm 2010 với tư cách Sultan của Johor.
Ngày 1 tháng 7 năm 2011, Sultan Ibrahim lái đoàn tàu cuối cùng từ ga đường sắt Tanjong Pagar, ông được công ty đường sắt chỉ dẫn trước khi thực hiện. Ông nói rằng muốn làm điều này do ông nội của ông là Ismail của Johor đã khánh thành tuyến đường đắp cao giữa Singapore và Malaya vào năm 1923, và sẽ hợp lý nếu ông lái đoàn tàu cuối khỏi ga.
Ông cũng tuyên bố Muar, một đô thị nằm tại biên giới cực tây bắc của Johor là thủ đô vương thất mới của Johor vào ngày 5 tháng 2 năm 2012, trùng với lễ Maulidur Rasul.
Ông là một người nhiệt tình với môtô, và sáng lập sự kiện lữ hành mô tô thường niên Kembara Mahkota Johor.
Sultan Ibrahim trở thành quân chủ đầu tiên của Johor kỷ niệm sinh nhật của mình tại Muar vào ngày 22 tháng 11 năm 2012. Ông lựa chọn đô thị này do "lịch sử và truyền thống phong phú bên cạnh thanh bình, mỹ lệ và tiến bộ". Ông muốn chính phủ bang tuyên bố mọi tòa nhà cổ trong đô thị là di sản cấp bang. Ông cũng muốn các nhà đương cục địa phương duy trì trạng thái trong sạch của sông Muar, điều này có thể thực hiện được bằng cách di chuyển các bến xe buýt và taxi đi nơi khác.

## Gia đình
Sultan Ibrahim kết hôn với Raja Zarith Sofia vào năm 1982, bà là con gái của Sultan Idris Shah II của Perak. Họ có sáu người con:
- Tunku Ismail Idris Abdul Majid Abu Bakar (sinh ngày 30 tháng 6 năm 1984). Ông được Sultan Iskandar phong làm Raja Muda vào tháng 4 năm 2006,[23] và được trở thành Tunku Mahkota khi Sultan Ibrahim kế vị.
- Tunku Aminah Maimunah Iskandariah (sinh khoảng năm 1987)[24]
- Tunku Idris (sinh khoảng năm 1988)[25] Tunku Temenggong của Johor. Ông được bổ nhiệm là nhiếp chính của Johor khi khuyết diện cha và Raja Muda vào ngày 29 tháng 9 năm 2012.[26]
- Tunku Abdul Jalil (sinh khoảng năm 1990) Tunku Laksamana của Johor[27]
- Tunku Abdul Rahman (sinh khoảng năm 1993)[28] Tunku Panglima của Johor[27]
- Tunku Abu Bakar (sinh khoảng 2001) Tunku Putera của Johor[27]

## Tranh luận
Từ thập niên 1980 trở đi, danh tiếng của Tunku Ibrahim bị hoen ố phần nào do những tường trình thường xuyên về các hành động được cho là phạm tội hình sự, song ở mức độ thấp hơn nhiều so với cha của ông là Sultan Iskandar. Trong thập niên 1980, ông bị kết án bắn chết một người đàn ông tại một câu lạc bộ đêm với động cơ hận thù, song nhanh chóng được xá tội.
Từ cuối năm 1992 đến đầu năm 1993, Tunku Ibrahim cũng bị ô danh trong sự kiện Gomez, trong đó cha của ông và em trai của ông là Tunku Majid bị cáo buộc về tội hành hung trong hai vụ án riêng biệt song có liên hệ. Sự kiện kích động sự phẫn nộ về đạo đức trên toàn quốc, cuối cùng dẫn đến sửa đổi hiến pháp nhằm cho phép khởi tố các thành viên vương thất phạm tội. Trong giai đoạn này, với sự ủng hộ của chính phủ Malaysia, báo chí công bố một loạt các tường trình về lịch sử các sự kiện được cho là phạm pháp của vương thất, trong đó các nghị viên nhấn mạnh rằng Tunku Ibrahim từng bị kết án trong ít nhất hai vụ kiện hành hung trong thập niên 1980. Rahim Mohd Nor được cho là một nạn nhân bị Tunku Ibrahim hành hung, nhân vật này còn miêu tả bản thân bị Tunku Ibrahim hành hung tàn bạo.
Trong tháng 3 năm 2005, một thành viên vương thất Malaysia bị cáo buộc hành hung một nữ giới trẻ tuổi do cáo buộc cô phụ tình ông ta. Cha của nạn nhân là Mohd Yasin sau đó tường trình với cảnh sáo rằng thủ phạm hành hung là Tunku Ibrahim, thế tử của Johor.
Ngay trước khi chính trị gia Philippines Benigno Aquino bị ám sát trong tháng 8 năm 1983, Tunku Ibrahim gặp Aquino khi nhân vật này đến Singapore và sau đó đưa ông ta đến gặp các lãnh đạo khác của Malaysia. Tại Johor, Aquino gặp cha của Tunku Ibrahim là Sultan Iskandar, hai người vốn là bạn thân.
Tháng 6 năm 2005, tường trình của truyền thông tiết lộ Tunku Ibrahim còn 26.700 Ringgit tiền phạt giao thông chưa thanh toán kể từ năm 2000, khiến ông bối rối. Một tường trình sau đó trích dẫn ông đã thanh toán toàn bộ tiền phạt cũ với cảnh sát giao thông.
Tunku Ibrahim cũng hào phóng chi tiêu về biển số xe. Ví dụ, trong tháng 5 năm 2012, ông giành 520.000 Ringgit để trả giá thành công biển số ô tô WWW 1  cho chiếc Satria Neo màu đỏ cam của mình. Trong tháng 1 năm 2014, ông lập kỷ lục khi chi 748.000 Ringgit cho biển số ô tô W1N cho chiếc Suprima S màu lam của mình.

## Tước hiệu
Tước hiệu đầy đủ của Sultan Ibrahim là Duli Yang Maha Mulia Sultan Ibrahim Ismail ibni Sultan Iskandar, Sultan and Ruler of the State and Dependencies of Johor Darul Ta'zim.